# Margie Moran

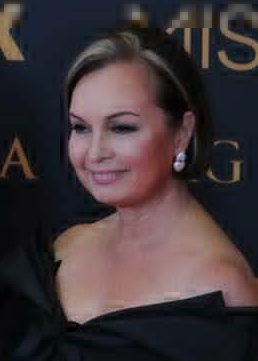
Margie Moran

Maria Margarita Morán Róxas De Floirendo (n. 29 octombrie 1953) este un fotomodel din Filipine care a fost aleasă Miss Filipine în 1973 și în același an câștigă titlul de Miss Universe. O nepoată a fostului președinte filipinez Manuel Roxas, a fost de asemenea cunoscută ca Margie Moran Roxas sau Margie Moran Floirendo De Roxas.
Studenta Maria Margarita a primit dreptul de a reprezenta țara la concursul Miss Univers, după ce a câștigat competiția Miss Filipine.
Ea s-a căsătorit cu politicianul Antonio Floirendo, Jr. și s-a stabilit în Davao City, la o stațiune numită "Pearl Farm" în Samal Island, Davao del Norte.